# Cúp bóng đá Macedonia 2002–03
Cúp bóng đá Macedonia 2002–03 là mùa giải thứ 11 của giải đấu bóng đá loại trực tiếp ở Cộng hòa Macedonia. FK Pobeda là đương kim vô địch, lần đầu tiên vô địch. Đội vô địch mùa giải 2002–03 là FK Cementarnica 55, cũng lần đầu tiên đoạt cúp.

## Lịch thi đấu
| Vòng      | Ngày thi đấu                          | Số trận | Câu lạc bộ |
| --------- | ------------------------------------- | ------- | ---------- |
| Vòng Một  | 4 tháng 8 năm 2002                    | 16      | 32 → 16    |
| Vòng Hai  | 25 tháng Chín và 30 tháng 10 năm 2002 | 16      | 16 → 8     |
| Tứ kết    | 2 và 27 tháng 11 năm 2002             | 8       | 8 → 4      |
| Bán kết   | 19 tháng Ba và 23 tháng 4 năm 2003    | 4       | 4 → 2      |
| Chung kết | 28 tháng 5 năm 2003                   | 1       | 2 → 1      |

## Vòng Một
Các trận đấu diễn ra vào ngày 4 tháng 8 năm 2002.
| Đội 1                    | Tỉ số           | Đội 2              |
| ------------------------ | --------------- | ------------------ |
| Bashkimi (II)            | 1–3             | Pobeda             |
| Vëllazërimi (II)         | 2–5             | Belasica           |
| Pobeda Valandovo (II)    | 0–2             | Pelister           |
| Sloga Jugomagnat         | 2–0             | Turnovo (II)       |
| Makedonija               | 2–1             | Karaorman          |
| Madžari Solidarnost (II) | 0–1             | Napredok           |
| Lokomotiva (III)         | 1–1 (5–4 ph.đ.) | Osogovo (II)       |
| Voska (III)              | 1–3             | Cementarnica       |
| Gostivar (III)           | 2–4             | Rabotnički Kometal |
| Maleš (III)              | 0–4             | Vardar             |
| Zletovica (III)          | 0–5             | Sileks             |
| Belo Brdo (III)          | 2–5             | Borec (II)         |
| Prespa (III)             | 0–5             | Kožuf (II)         |
| 11 Oktomvri (II)         | 2–2 (4–3 ph.đ.) | Bregalnica Delčevo |
| Bitola (III)             | 0–2             | Teteks (II)        |
| Tikveš                   | 2–0             | Kumanovo           |

Ghi chú: Số La Mã trong ngoặc chỉ cấp độ câu lạc bộ đang thi đấu ở mùa giải 2002–03.

## Vòng Hai
Các trận lượt đi diễn ra vào ngày 25 tháng Chín và lượt về vào ngày 30 tháng 10 năm 2002.
| Đội 1              | TTS             | Đội 2            | Lượt đi | Lượt về    |
| ------------------ | --------------- | ---------------- | ------- | ---------- |
| Belasica           | 1–1 (3–1 ph.đ.) | Pobeda           | 1–1     | 1–1 (h.p.) |
| Pelister           | 2–4             | Sloga Jugomagnat | 1–1     | 1–3        |
| Rabotnički Kometal | 3–3 (a)         | Cementarnica     | 1–3     | 2–0        |
| Teteks (II)        | 1–1 (3–4 ph.đ.) | Vardar           | 1–0     | 0–1 (h.p.) |
| Makedonija         | 2–7             | Napredok         | 1–4     | 1–3        |
| Kožuf (II)         | 1–3             | Tikveš           | 0–0     | 1–3        |
| Sileks             | 10–2            | 11 Oktomvri (II) | 5–0     | 5–2        |
| Lokomotiva (III)   | 3–2             | Borec (II)       | 0–1     | 3–1        |

 Ghi chú: Số La Mã trong ngoặc chỉ cấp độ câu lạc bộ đang thi đấu ở mùa giải 2002–03.

## Tứ kết
Các trận lượt đi diễn ra vào ngày 2 tháng Mười Một và lượt về vào ngày 27 tháng 11 năm 2002.
| Đội 1        | TTS     | Đội 2            | Lượt đi | Lượt về |
| ------------ | ------- | ---------------- | ------- | ------- |
| Belasica     | 2–2 (a) | Vardar           | 1–0     | 1–2     |
| Napredok     | 2–4     | Sileks           | 1–0     | 1–4     |
| Cementarnica | 9–2     | Lokomotiva (III) | 6–1     | 3–1     |
| Tikveš       | 0–4     | Sloga Jugomagnat | 0–2     | 0–2     |

 Ghi chú: Số La Mã trong ngoặc chỉ cấp độ câu lạc bộ đang thi đấu ở mùa giải 2002–03.

## Bán kết
Các trận lượt đi diễn ra vào ngày 19 tháng Ba và lượt về vào ngày 23 tháng 4 năm 2003.
| Đội 1        | TTS | Đội 2            | Lượt đi | Lượt về |
| ------------ | --- | ---------------- | ------- | ------- |
| Cementarnica | 2–1 | Sileks           | 1–0     | 1–1     |
| Belasica     | 1–2 | Sloga Jugomagnat | 1–1     | 0–1     |

### Lượt đi
| Cementarnica 55 | 1–0      | Sileks |
| --------------- | -------- | ------ |
| Savov 38'       | Chi tiết |        |

| Belasica        | 1–1      | Sloga Jugomagnat |
| --------------- | -------- | ---------------- |
| Baldovaliev 17' | Chi tiết | Beganović 67'    |

### Lượt về
| Sileks          | 1−1      | Cementarnica 55 |
| --------------- | -------- | --------------- |
| Gligorovski 37' | Chi tiết | Blessing 60'    |

Cementarnica 55 thắng 2–1 sau 2 lượt trận.
| Sloga Jugomagnat | 1−0      | Belasica |
| ---------------- | -------- | -------- |
| Savić 9' (ph.đ.) | Chi tiết |          |

Sloga Jugomagnat thắng 2–1 sau 2 lượt trận.

## Chung kết
| Cementarnica 55                                     | 4–4      | Sloga Jugomagnat                                          |
| --------------------------------------------------- | -------- | --------------------------------------------------------- |
| Blessing 28' · Savov 40', 44' (ph.đ.) · Wandeir 68' | Chi tiết | Savić 3' · Ar. Nuhiji 45+2', 52' · Stefanovski 81' (l.n.) |
| Loạt sút luân lưu                                   |          |                                                           |
| Gligorov · Dimitrovski · Hristovski · Cvetkovski    | 3–2      | Savić · Mustafi · Bajram · Ramadan · Ar. Nuhiji           |